# 小行星4044
小行星4044ø（4044 Erikhøg）是一颗绕太阳运转的小行星，为主小行星带小行星。该小行星于1977年10月16日发现。

## 轨道参数
小行星4044ø的轨道半长轴为3.0387438 UA，离心率为0.092。